# Ørjan Nilsen
Ørjan Nilsen, född 14 juni 1982 i Kirkenes i Norge, är en norsk musikproducent och DJ inom trance och progressive trance.
Nilsen fick skivkontrakt hos Institution Recordings 2006 och gav ut sin första singel på ett skivbolag. Låten "Arctic Globe" röstades fram till förstaplatsen på den nederländska dansmusiklistan. 2008 började han att ge ut musik på Armin van Buurens skivbolag Armada Music. Han gav ut sitt första album In My Opinion 2011. Han röstades fram som nummer 32 på DJ Mags lista över DJ:s 2012.